# Guna (distrikt)
Guna är ett distrikt i Indien.   Det ligger i delstaten Madhya Pradesh, i den centrala delen av landet, 500 km söder om huvudstaden New Delhi. Antalet invånare är 1 241 519.
Följande samhällen finns i Guna:
- Guna
- Rāghogarh
- Āron
- Kumbhrāj